# Verner Savosnick
Verner Michael Savosnick, född 1 juli 1917 i Saltsjöbaden, död 1972, var en svensk målare.
Han var son till direktören Marcus Savosnick och Mathilda Heyman. Savosnick studerade vid Welamsons illustrationsskola 1935–1937 och vid Berggrens målarskola 1939–1940 samt för Isaac Grünewald 1940–1944 och därefter en kortare tid för Otte Sköld. Han debuterade med en separatutställning på Fritz Jacobsens kunsthandel i Köpenhamn 1946 och medverkade därefter i samlingsutställningar i Saltsjöbaden och i Stockholmstrakten. Hans konst består av porträtt, stilleben och landskapsmålningar.